# 海老名市立有鹿小学校
海老名市立有鹿小学校（えびなしりつ あるかしょうがっこう）は、神奈川県海老名市河原口三丁目にある市立小学校。

## 沿革
- 1956年2月11日 - 開校
- 2006年2月11日 - 開校50周年記念としてタイムカプセルを校庭の西端にある校歌碑の元に埋設[2]。ジュラルミン製のカプセル内には当時の全校児童592人がそれぞれ、「20歳の自分」へ宛てた手紙が収められた[2]。
- 2013年11月9日 - 2006年に埋設したタイムカプセルが掘り起こされた[2]。埋設時に6年生だった児童が2014年1月に成人式を迎えるにあたり、元在校生の実行委員らが再集結した[2]。次年度以降も成人式会場で配布となった[2]。

## 環境
海老名市の西部、相模川の左岸(東側)に位置し、相模川、鳩川、小鮎川の三つの河川の合流点付近にある。ここは、河川周辺の植物、野鳥など、豊かな自然環境に恵まれた地域である。
また、近くには有鹿神社、県立相模三川公園などの自然に触れあえる場も多く、 この自然環境の中で、児童は学習体験を積み上げながら、のびのびと育っている。なお、校区は幹線道路に沿った住宅地区により構成されている。

## 教育方針
未来を拓く、心豊かなたくましい有鹿っ子

## 校歌・校旗
1964年(昭和39年)2月11日制定
開校50周年記念事業として校歌碑を制作。校歌碑を埋め込んだ「さざれ石」と、土台に埋め込まれた「相模川の石」。
一つ一つの「相模川の石」の裏には、児童の名前が書き込まれている。
校歌と校旗は公式ホームページに記載。

## 通学区域
出典
- 海老名市
  - 上郷1丁目
  - 上郷381～473・675～765・790～878・937～951
  - 河原口1丁目1番～25番・27番
  - 河原口2丁目〜5丁目
  - 河原口872・929～981・987～1029・1334～1355・2499・2548
  - めぐみ町1番・6番・7番

## 進学中学校
出典
- 海老名市
  - 海老名市立海西中学校

## 著名な出身者
- 久保田智子 - TBSテレビ元報道記者、元アナウンサー

## 交通
- 小田急小田原線・JR東日本相模線厚木駅下車15分[1]

## 周辺施設
- 小田急小田原線・JR東日本相模線厚木駅
- 有鹿神社
- 神奈川県立相模三川公園